# Shaha Ali Riza

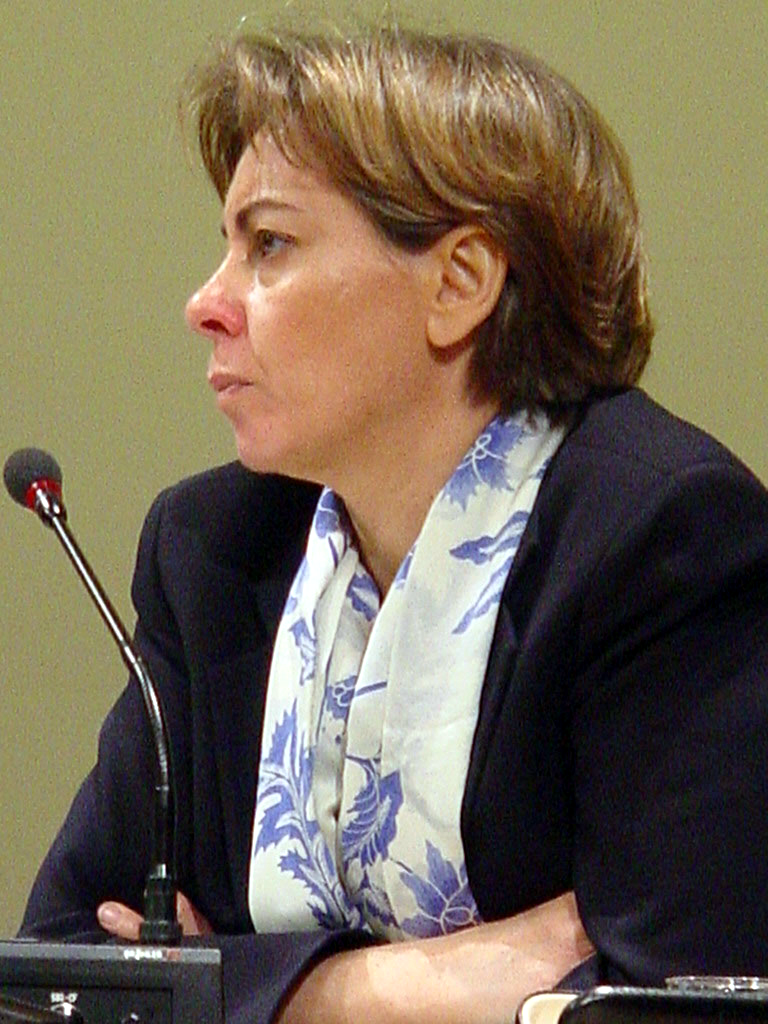
Shaha Riza, 2003

Shaha Ali Riza (* 1953 oder 1954, in Tripolis) ist eine ehemalige hochrangige Angestellte der Weltbank für die Entwicklungsregion Naher Osten und Nordafrika.

## Leben
Riza hat einen libyschen Vater (Khalid Alwalid Algargny) und eine syrisch-saudische Mutter, die in Tripolis lebt. Sie wuchs in Saudi-Arabien auf und studierte 1977 an der britischen London School of Economics. Ihren Master in internationalen Beziehungen machte sie 1983 am St Antony’s College der Universität Oxford. Hier lernte Riza auch ihren Ehemann, den türkischen Zyprioten Bulent Ali Riza, kennen, dessen Namen sie trägt und mit dem sie einen Sohn hat. Die Ehe ist inzwischen geschieden, der Sohn lebt bei ihr.
Riza, die oft als „islamische Frauenrechtlerin“ bezeichnet wurde, spezialisierte sich auf den Nahen Osten und führte eine Reihe von Feld-Studien in verschiedenen arabischen Ländern durch, z. B. für die Nichtregierungsorganisationen Iraq Foundation und National Endowment for Democracy (NED), zwei Vereinigungen, die sich für die Stärkung von westlich orientierten Regierungen einsetzen.
1997 kam sie zur Weltbank, wo sie zunächst fünf Jahre im Büro des Chefvolkswirts für die MENA-Region (Middle East and North Africa Social and Economic Development Group) arbeitete. Dort war sie Gleichstellungs- und Zivilgesellschaftsbeauftragte (Gender and Civil Society Coordinator). Ab Juli 2002 war sie für die MENA-Region als amtierende Leiterin der Abteilung für äußere Beziehungen zum Nahen Osten und Nordafrika (Acting Manager for External Relations and Outreach) tätig.
Aufgrund ihrer Liebesbeziehung zum Präsidenten der Weltbank und ehemaligen Vizechef des Pentagons, Paul Wolfowitz wurde Riza gelegentlich als eine der einflussreichsten Musliminnen in Washington bezeichnet. Im Jahr 2007 begann sich die Öffentlichkeit für evtl. Vetternwirtschaft innerhalb der Weltbank zwischen Shaha Ali Riza und Paul Wolfowitz zu interessieren, was dazu führte, dass Wolfowitz seinen Rücktritt als Weltbank-Präsident zum 30. Juni 2007 erklärte. Die Beziehung zwischen Paul Wolfowitz und Shaha Ali Riza ist inzwischen beendet.

## Veröffentlichungen
- Jordan Quarterly 2004 (PDF; 672 kB)
- Gender Assessment, 2003 (PDF; 316 kB)